# Ambasada RP w Phnom Penh
Ambasada Rzeczypospolitej Polskiej w Phnom Penh – polska misja dyplomatyczna w stolicy Kambodży działająca w latach 1968-1975 oraz 1979-2008.

## Historia
Od 1954 Polska wchodziła w skład Międzynarodowej Komisji Nadzoru i Kontroli. Polska nawiązała stosunki dyplomatyczne z Kambodżą 24 stycznia 1956. Początkowo utrzymywane one były w randzie poselstw, a od 22 lipca 1962 w randzie ambasad. Stosunki z Kambodżą pierwotnie były w gestii Ambasady PRL w Rangunie (Birma). W sierpniu 1968 otwarto Ambasadę PRL w Phnom Penh. Po zamachu proamerykańskiego gen. Lon Nola szefowi polskiej placówki zmieniono rangę dyplomatyczną na charge d’affaires a.i. Od przejęciu rządów przez Czerwonych Khmerów w 1975, w państwie tym nie było polskich dyplomatów. Po obaleniu reżimu Pol Pota w 1979 Polska była jednym z pierwszych państw, które otworzyły swoją ambasadę w zrujnowanym Phnom Penh. Pierwszy ambasador, Sergiusz Mikulicz, tworzył placówkę od zdobywania podstawowych sprzętów i mebli, a po artykuły żywnościowe musiał jeździć do Wietnamu.
Ambasada RP w Phnom Penh została zlikwidowana w 2008 przez ministra spraw zagranicznych Radosława Sikorskiego. Jej kompetencje przejęła Ambasada RP w Bangkoku. Na zasadzie wzajemności Kambodża zlikwidowała otwartą trzy lata wcześniej ambasadę regionalną na Europę Środkowo-Wschodnią w Warszawie.